# Strada Asmara-Addis Abeba
La strada Asmara - Addis Abeba fu la principale opera stradale realizzata dagli italiani in Africa Orientale.

## Caratteristiche
Il tracciato della "Via della Vittoria" (com'era soprannominata la Asmara-Addis Abeba) aveva uno sviluppo di circa 1.100 km e seguiva l'orlo nord-orientale dell'Acrocoro Etiopico congiungendo le due principali città dell'A.O.I. fra loro e con il porto di Massaua.
Era completamente asfaltata con due banchine laterali. Furono costruiti 64 ponti e importanti gallerie, fra le quali degna di nota è quella del monte Termaber. Va precisato che il tracciato totale della rete stradale dell'impero in AOI si sviluppava su nove arterie con uno sviluppo di 4.389 km: la Strada 2 detta Via della Vittoria (Asmara-Dessié-Addis Abeba) aveva 1077 km.
La grande arteria venne costruita a tempo di record dal 1935 al 1938 impiegando decine di migliaia di lavoratori italiani ed indigeni etiopici e dello Yemen. Alla fine del 1938 venne attivato su questo percorso un servizio settimanale di autobus della Società nazionale trasporti F.lli Gondrand, che impiegava 5 giorni.
Il viaggio veniva effettuato solamente nelle ore diurne, per via di possibili attacchi della guerriglia etiope nel nord abissino. Ma già nell'aprile 1940, la repressione operata contro i guerriglieri indigeni nell'area permise di ridurre i tempi di percorrenza a 18 ore al giorno tra Addis Abeba e Asmara.
Questa strada è ancor oggi la principale via di comunicazione fra la capitale etiopica ed il nord del Paese.